# Mountainbike-Weltmeisterschaften 2005
Die 18. Mountainbike-Weltmeisterschaften fanden vom 28. August bis 4. September 2005 in der italienischen Ortschaft Livigno statt. Es wurden insgesamt 17 Entscheidungen in den Disziplinen Cross Country, Downhill, Four Cross und Trial ausgefahren.

## Cross Country

### Männer (43,0 km)
| Platza | Land | Athlet               | Zeit         |
| ------ | ---- | -------------------- | ------------ |
| 1      | FRA  | Julien Absalon       | 2:07:34 Std. |
| 2      | SUI  | Christoph Sauser     | 2:07:52 Std. |
| 3      | ESP  | José Antonio Hermida | 2:08:28 Std. |

### Frauen (30,5 km)
| Platz | Land | Athletin          | Zeit         |
| ----- | ---- | ----------------- | ------------ |
| 1     | NOR  | Gunn-Rita Dahle   | 1:49:19 Std. |
| 2     | POL  | Maja Włoszczowska | 1:51:28 Std. |
| 3     | SUI  | Petra Henzi       | 1:52:26 Std. |

### Männer U23 (43,0 km)
| Platz | Land | Athlet          | Zeit         |
| ----- | ---- | --------------- | ------------ |
| 1     | RUS  | Juri Trofimow   | 2:17:30 Std. |
| 2     | SUI  | Lukas Flückiger | 2:17:31 Std. |
| 3     | SUI  | Nino Schurter   | 2:19:25 Std. |

### Junioren (30,2 km)
| Platz | Land | Athlet           | Zeit         |
| ----- | ---- | ---------------- | ------------ |
| 1     | AUT  | Robert Gehbauer  | 1:38:45 Std. |
| 2     | FRA  | Olivier Sarrazin | 1:41:56 Std. |
| 3     | BEL  | Tim Wijnants     | 1:42:00 Std. |

### Juniorinnen (17,6 km)
| Platz | Land | Athletin        | Zeit         |
| ----- | ---- | --------------- | ------------ |
| 1     | CZE  | Tereza Huříková | 1:13:14 Std. |
| 2     | GER  | Hanna Klein     | 1:14:17 Std. |
| 3     | SLO  | Tanja Žakelj    | 1:15:32 Std. |

### Staffel
| Platz | Land | Athleten                                                          | Zeit         |
| ----- | ---- | ----------------------------------------------------------------- | ------------ |
| 1     | ESP  | Rubén Ruzafa Oliver Avilés Rocio Gaminal José Antonio Hermida     | 1:26:02 Std. |
| 2     | ITA  | Marco Bui Tony Longo Eva Lechner Johannes Schweiggl               | 1:26:21 Std. |
| 3     | FRA  | Alexis Vuillermoz Stéphane Tempier Séverine Hansen Cédric Ravanel | 1:26:32 Std. |

## Downhill

### Männer (2850 m)
| Platz | Land | Athlet       | Zeit        |
| ----- | ---- | ------------ | ----------- |
| 1     | FRA  | Fabien Barel | 3:54,77 min |
| 2     | AUS  | Sam Hill     | 3:55,54 min |
| 3     | RSA  | Greg Minnaar | 3:57,79 min |

### Frauen (2850 m)
| Platz | Land | Athletin               | Zeit        |
| ----- | ---- | ---------------------- | ----------- |
| 1     | FRA  | Anne Caroline Chausson | 4:27,34 min |
| 2     | FRA  | Sabrina Jonnier        | 4:27,71 min |
| 3     | FRA  | Emmeline Ragot         | 4:31,52 min |

### Junioren (2850 m)
| Platz | Land | Athlet             | Zeit        |
| ----- | ---- | ------------------ | ----------- |
| 1     | AUS  | Amiel Cavalier     | 4:05,79 min |
| 2     | GBR  | Brendan Fairclough | 4:07,15 min |
| 3     | AUS  | Liam Panozzo       | 4:11,33 min |

### Juniorinnen (2850 m)
| Platz | Land | Athletin        | Zeit        |
| ----- | ---- | --------------- | ----------- |
| 1     | GBR  | Rachel Atherton | 4:39,67 min |
| 2     | NZL  | Scarlett Hagen  | 4:49,03 min |
| 3     | CAN  | Micayla Gatto   | 5:11,27 min |

## Four Cross

### Männer
| Platz | Land | Athlet           |
| ----- | ---- | ---------------- |
| 1     | USA  | Brian Lopes      |
| 2     | AUS  | Jared Graves     |
| 3     | FRA  | Mickael Deldycke |

### Frauen
| Platz | Land | Athletin       |
| ----- | ---- | -------------- |
| 1     | USA  | Jill Kintner   |
| 2     | AUS  | Katrina Miller |
| 3     | USA  | Tara Llanes    |

## Trials

### Männer 26"
| Platz | Land | Athlet             | Punkte |
| ----- | ---- | ------------------ | ------ |
| 1     | BEL  | Kenny Belaey       | 4      |
| 2     | FRA  | Vincent Hermance   | 6      |
| 3     | ESP  | Benito Ros Charral | 7      |

### Männer 20"
| Platz | Land | Athlet             | Punkte |
| ----- | ---- | ------------------ | ------ |
| 1     | ESP  | Benito Ros Charral | 1      |
| 2     | GER  | Marco Hösel        | 8      |
| 3     | ESP  | Catalan de la Peña | 17     |

### Frauen
| Platz | Land | Athletin                  | Punkte |
| ----- | ---- | ------------------------- | ------ |
| 1     | SUI  | Karin Moor                | 18     |
| 2     | GER  | Ann-Christin Bettenhausen | 23     |
| 3     | ESP  | Mirela Abant              | 37     |

### Junioren 26"
| Platz | Land | Athlet        | Punkte |
| ----- | ---- | ------------- | ------ |
| 1     | GBR  | Ben Slinger   | 2      |
| 2     | GBR  | Ben Savage    | 8      |
| 3     | BEL  | Wesley Belaey | 8      |

### Junioren 20"
| Platz | Land | Athlet       | Punkte |
| ----- | ---- | ------------ | ------ |
| 1     | GBR  | Ben Slinger  | 12     |
| 2     | POL  | Karol Serwin | 12     |
| 3     | GER  | Marco Thomä  | 16     |

## Medaillenspiegel
| Medaillenspiegel |                        |      |        |        |        |
| Platz            | Land                   | Gold | Silber | Bronze | Gesamt |
| 1                | Frankreich             | 3    | 3      | 3      | 9      |
| 2                | Vereinigtes Königreich | 3    | 2      | -      | 5      |
| 3                | Spanien                | 2    | -      | 4      | 6      |
| 4                | Vereinigte Staaten     | 2    | -      | 1      | 3      |
| 5                | Australien             | 1    | 3      | 1      | 5      |
| 6                | Schweiz                | 1    | 2      | 2      | 5      |
| 7                | Belgien                | 1    | 1      | 1      | 3      |
| 8                | Norwegen               | 1    | -      | -      | 1      |
|                  | Russland               | 1    | -      | -      | 1      |
|                  | Österreich             | 1    | -      | -      | 1      |
|                  | Tschechien             | 1    | -      | -      | 1      |
| 12               | Deutschland            | -    | 3      | 1      | 4      |
| 13               | Polen                  | -    | 2      | -      | 2      |
| 14               | Italien                | -    | 1      | -      | 1      |
|                  | Neuseeland             | -    | 1      | -      | 1      |
| 16               | Slowenien              | -    | -      | 1      | 1      |
|                  | Kanada                 | -    | -      | 1      | 1      |